# بطولة أوروبا تحت 19 سنة لكرة القدم 2011
بطولة يويفا الأوروبية تحت-19 سنة لكرة القدم 2011 هي النسخة الثامنة والخمسون من البطولة الأوروبية تحت-19 سنة لكرة القدم لليويفا. أقيمت المسابقة في رومانيا من 20 يوليو إلى 1 أغسطس. فرنسا هي حاملة اللقب الحالي. اللاعبون ولدوا بعد 1 يناير 1992 سيكونوا مؤهلين للمشاركة في هذه المسابقة.

## التصفيات
التصفيات للمسابقة النهائية لعبت على جولتين:
الفرق التالية تأهلت للمسابقة النهائية
- بلجيكا
- جمهورية التشيك
- اليونان
- رومانيا (مستضيف)
- جمهورية أيرلندا
- صربيا
- إسبانيا
- تركيا

## دور المجموعات
القرعة أقيمت في بوخارست في 8 يونيو 2011، حين المستضيفة رومانيا والمتأهلين السبعة من جولة النخبة قسموا إلى مجموعتين من أربعة.
جميع مباريات توقيت شرق أوروبا (ت ع م+03:00)

### المجموعة أ
| فريق            | نقاط | فرق | عليه | له | خ | ت | ف  | لعب |
| --------------- | ---- | --- | ---- | -- | - | - | -- | --- |
| جمهورية التشيك  | 3    | 3   | 0    | 0  | 6 | 2 | +4 | 9   |
| جمهورية أيرلندا | 3    | 1   | 1    | 1  | 3 | 3 | 0  | 4   |
| اليونان         | 3    | 1   | 0    | 2  | 2 | 3 | −1 | 3   |
| رومانيا         | 3    | 0   | 1    | 2  | 1 | 4 | −3 | 1   |

| اليونان            | 1–2    | جمهورية أيرلندا        |
| ------------------ | ------ | ---------------------- |
| جيورجوس كاتيديس 5' | Report | أنتوني أوكونور 2'، 51' |

| رومانيا              | 1–3    | جمهورية التشيك                                |
| -------------------- | ------ | --------------------------------------------- |
| نيكوشور ستانتشيو 30' | Report | Přikryl 44' · Jeleček 61' (ركلة.) · Jánoš 85' |

| جمهورية التشيك                | 2–1    | جمهورية أيرلندا |
| ----------------------------- | ------ | --------------- |
| ياكوب برابيتس 69' · Lácha 71' | Report | O'Sullivan 10'  |

| رومانيا | 0–1    | اليونان             |
| ------- | ------ | ------------------- |
|         | Report | كوستاس فورتونيس 37' |

| جمهورية التشيك | 1–0    | اليونان |
| -------------- | ------ | ------- |
| Přikryl 70'    | Report |         |

| جمهورية أيرلندا | 0–0    | رومانيا |
| --------------- | ------ | ------- |
|                 | Report |         |

### المجموعة ب
| فريق    | نقاط | فرق | عليه | له | خ | ت | ف  | لعب |
| ------- | ---- | --- | ---- | -- | - | - | -- | --- |
| إسبانيا | 3    | 2   | 0    | 1  | 8 | 4 | +4 | 6   |
| صربيا   | 3    | 1   | 1    | 1  | 3 | 5 | −2 | 4   |
| تركيا   | 3    | 1   | 1    | 1  | 4 | 3 | +1 | 4   |
| بلجيكا  | 3    | 0   | 2    | 1  | 3 | 6 | −3 | 2   |

| صربيا                         | 2–0    | تركيا |
| ----------------------------- | ------ | ----- |
| ميلوش يوييتش 57' · Trujić 89' | Report |       |

| إسبانيا                                                                               | 4–1    | بلجيكا              |
| ------------------------------------------------------------------------------------- | ------ | ------------------- |
| بابلو سارابيا 15' (ركلة.) · باكو ألكاسير 65' · خوان مونيز 90+1' · ألفارو موراتا 90+3' | Report | فلورينت كوفيلير 46' |

كان من المقرر أن تقام المباراة في 20 يوليو، ولكن أجلت ب 15 دقيقة بسبب الظروف الجوية السيئة بينما كانت إسبانيا متقدمة 1-0 بعد هدف ألفارو موراتا. أعيد اللعب في 21 يوليو الساعة 18:00 بالتوقيت المحلي.
| تركيا        | 1–1    | بلجيكا       |
| ------------ | ------ | ------------ |
| علي ديري 77' | Report | Vervaeke 90' |

| صربيا | 0–4    | إسبانيا                                  |
| ----- | ------ | ---------------------------------------- |
|       | Report | ألفارو موراتا 13'، 22'، 75' · خوانمي 15' |

| تركيا                                                           | 3–0    | إسبانيا |
| --------------------------------------------------------------- | ------ | ------- |
| خوناس راماليو 31' (ه.ذ.) · Çörekçi 51' · سيرجي غوميز 56' (ه.ذ.) | Report |         |

| بلجيكا             | 1–1    | صربيا     |
| ------------------ | ------ | --------- |
| مارنيك فيرميجل 73' | Report | Mrkela 6' |

## وصلات خارجية
- uefa.com